# Podravlje (2)
Podravlje (2) (nemško Föderlach II) je naselje v Občini Vernberk v Okraju Beljak-dežela na Koroškem v Avstriji.